# 日豪プレス
日豪プレス（英語：NICHIGO PRESS）は、シドニーとゴールド・コーストにオフィスを構え、 1977年10月創刊の全国版「NICHIGO PRESS NATIONAL EDITION」、クイーンズランド州の情報を満載した「NICHIGO PRESS QUEENSLAND EDITION」、という日本語月刊新聞2紙の出版を主要業務とするオーストラリア最大規模の日本語出版社である。
「MOVE」、「NICHIGO Let's Go !」など、生活・観光・留学に便利な日本語マニュアル誌を発行。また、オーストラリアへの日本人移住者・永住者向けの「FOUR SEASONS」、日本文化と日本観光をメインとする英字誌「jstyle」出版などの季刊誌を刊行している。
また、WEBサイト「NICHIGO ONLINE（ニチゴウオンライン）」を運営している。